# Rhabdomastix callosa
Rhabdomastix callosa là một loài ruồi trong họ Limoniidae. Chúng phân bố ở miền Australasia.